# معركة الوركاء
معركة الوركاء واحدة من المعارك الحاسمة التي خاضها الملك سرجون الأكدي ضد سومر والتي أدت إلى إخضاعها لسيطرته. المعلومات الوحيدة المعروفة عن هذه المعركة هو من نقش وجد في نيبور، وتاريخ للمعركة غير مؤكد. هاجم سرجون مدينة الوركاء ودمرها خلال حملته العسكرية. الناجون فروا من المدينة وانضموا للجيوش الأخرى من المحافظات السومرية الخمسين تحت قيادة الملك لوغال زاغيزي سي في اوما، قبل مواجهة سرجون مرة أخرى. في هذا معركة الضارية التي تلت ذلك عام 2271 قبل الميلاد، هُزمت قوات لوغال زاغيسي المنافس الرئيسي وخصم سرجون. بعد المعركة، وقعَ لوغال زاغيزي اسير في ايدي جنود سرجون بعد هذه المعركة وتم اقتياده إلى نيبور «وشُنق كالكلب».